# Armando
Armando je moško osebno ime.

## Izvor imena
Ime Armando je različica moškega osebnega imena Herman.

## Pogostost imena
Po podatkih Statističnega urada Republike Slovenije je bilo na dan 31. decembra 2007 v Sloveniji število moških oseb z imenom Armando: 102.

## Osebni praznik
Osebe z imenom Armando lahko godujejo takrat kot osebe z imenom Herman.